# Lunden (Åsum Sogn)
 For alternative betydninger, se Lunden. (Se også artikler, som begynder med Lunden)
Lunden er en bebyggelse i den nordlige del af Åsum Sogn.
Bebyggelsen ligger omkring vejen af sammen navn der fører fra Åsum til Bullerup, mod vest ligger H. C. Andersen Skoven og mod øst ligger Ringvej 3. Lundsgård ligger øst for Lunden, på den anden side af ringvejen, mens Lille Lundsgård ligger i selve bebyggelsen.